# Río Arba de Luesia
El río Arba de Luesia es un curso de agua del nordeste de la península ibérica, afluente del Arba. Discurre por la provincia de Zaragoza.

## Curso
El río, que discurre por la provincia española de Zaragoza, nace en la sierra de Santo Domingo y Lucientes, en los alrededores de la localidad de Luesia. Baña lugares como Malpica de Arba, Biota, Rivas y Ejea de los Caballeros, donde se une al Arba de Biel formando el Arba, con el que se dirige a desembocar en el Ebro. A mediados del siglo XIX, criaba «barbos, madrillas y algunas anguilas de esquisito gusto». Aparece descrito en el segundo volumen del Diccionario geográfico-estadístico-histórico de España y sus posesiones de Ultramar de Pascual Madoz con las siguientes palabras:

ARBA DE LUESIA: r. de la prov. de Zaragoza, part. jud. de Sos, tiene su origen al pie de la sierra de Sto. Domingo, al N. y á dist. de 3 horas de la v. de Luesia, aumentando en caudal con las aguas del barranco de Lucientes que nace en la partida de este nombre, y con otros procedentes del monte de Lobera, despues de regar varios trozos de tierra por una y otra de sus márg., pasa á dist. de 1/2 hora dela espresada v., donde tiene unpuente de madera sobre pilastras de piedra; llega al térm. de Uncastillo que fertiliza, asi como la partida denominada Fuente de la Morera; sigue al NO., entra en la jurisd. de Biota, primer pueblo del part. jud. de Egea, continúa siempre su curso al S., y pasa regando los térm. de Ribas, en el que se le une un arroyo que viene de Jaraidues de Egea donde se le junta el Arba de Biel de Añosa, Canales, Mira y Tauste, sit. todo á su izq., y los de Bayos en cuyo punto recibe el r. Ores de Pibuel, donde recoge las aguas del Raguel y de Canduero; en este térm. despues de un descenso de 18 leg. deja su nombre y aguas confundidos en el Ebro. En el invierno y primavera lleva de 4 á 6 muelas de agua, y en el verano solo la bastante para el riego de los muchos campos que fertiliza, y para que no cese el movimiento del considerable número de molinos harineros que alimenta: cria barbos, madrillas y algunas anguilas de esquisito gusto.
(Madoz, 1845, p. 457)